# Valencia del Mombuey
Valencia del Mombuey község Spanyolországban, Badajoz tartományban. Valencia del Mombuey Villanueva del Fresno, Oliva de la Frontera, Mourão és Barrancos községekkel határos. Lakosainak száma 713 fő (2024).

## Népesség
A település népessége az utóbbi években az alábbiak szerint változott:
| Lakosok száma | 811  | 803  | 798  | 782  | 809  | 768  | 756  | 744  | 715  | 713  |
|               | 2001 | 2004 | 2006 | 2009 | 2011 | 2014 | 2016 | 2019 | 2021 | 2024 |